# Ternstroemia schomburgkiana
Ternstroemia schomburgkiana är en tvåhjärtbladig växtart som beskrevs av George Bentham. Ternstroemia schomburgkiana ingår i släktet Ternstroemia och familjen Pentaphylacaceae. Inga underarter finns listade i Catalogue of Life.